# 絞り袋

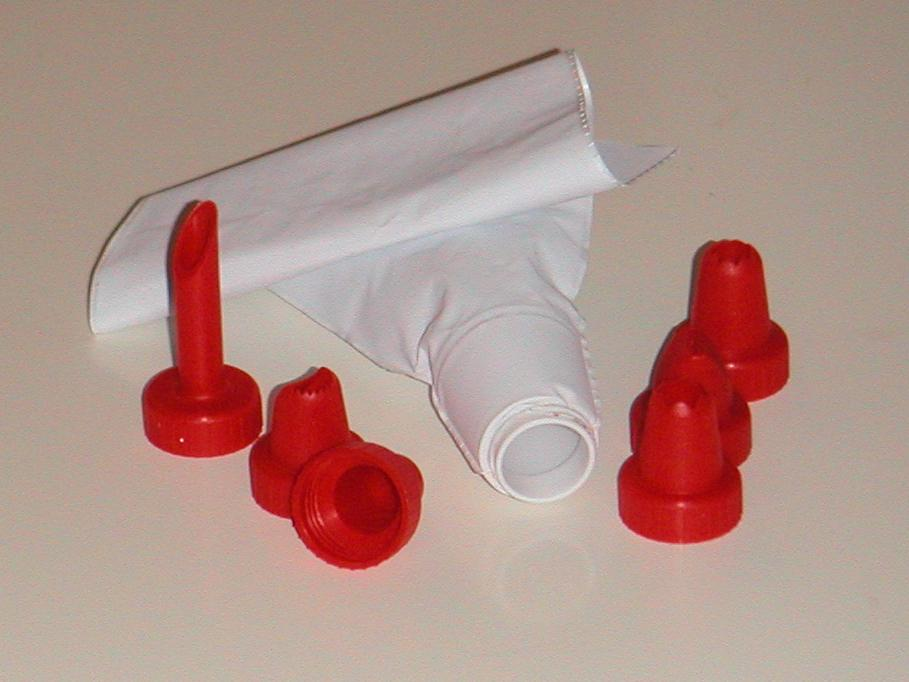
絞り袋

絞り袋（しぼりぶくろ）は、製菓用の調理器具の一つで、ケーキのデコレーションのためにクリームを絞り出したり、クッキーなどの生地を成形しながらオーブンの天板上（クッキングシート上）に絞り出すためのものである。ペストリーバッグ（Pastry bag）ともいう。なお、ケーキのクリームのデコレーションにはパレットナイフも用いられる。
絞り袋は円錐状で先端部分に口金が取り付けられている。主に業務用の布製あるいは比較的厚めのプラスチック製の繰り返し使用できるものから、一般家庭などで用いられる薄いプラスチック製の使い捨てのものまで幅広い種類がある。

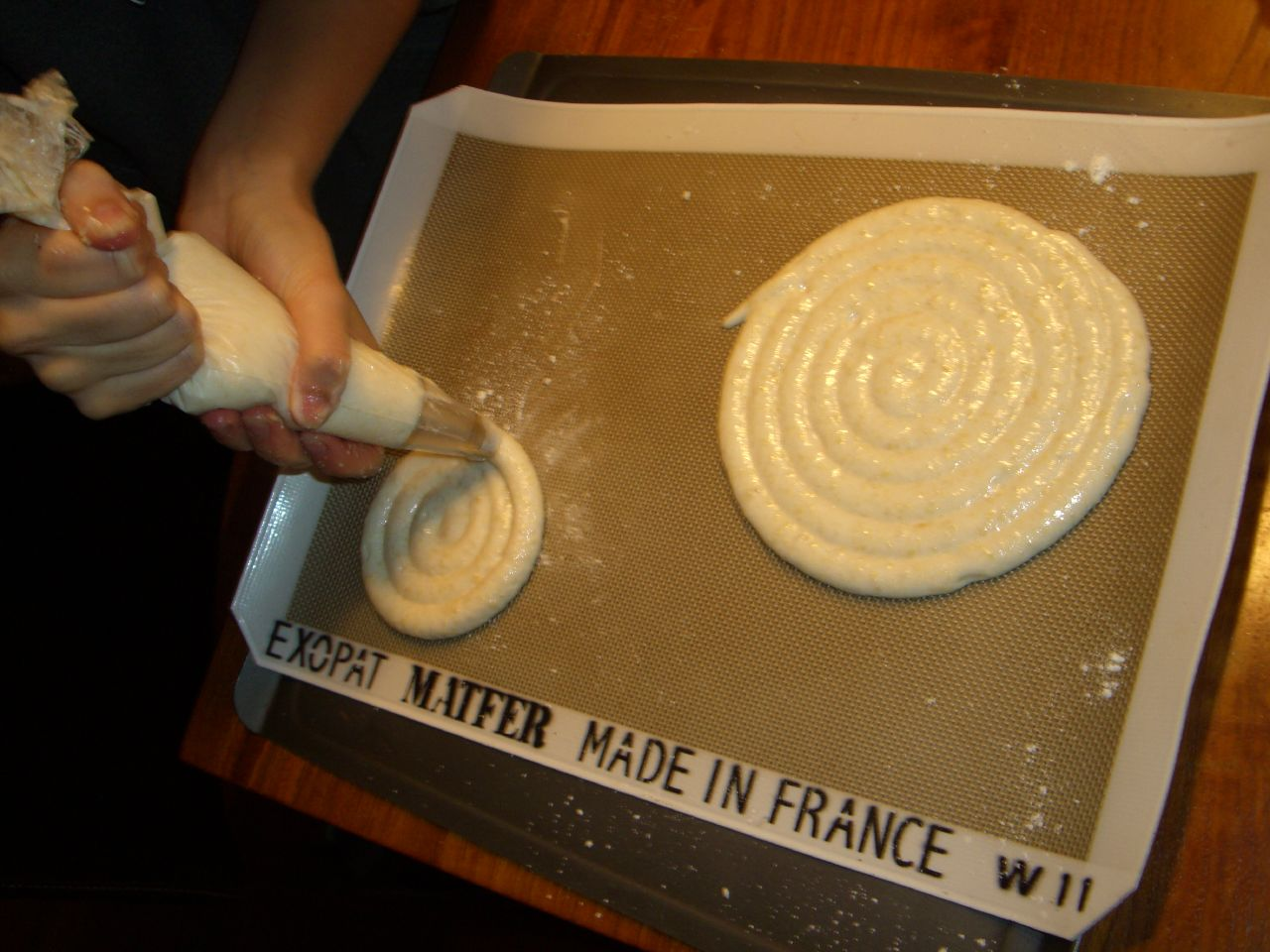
絞り出し
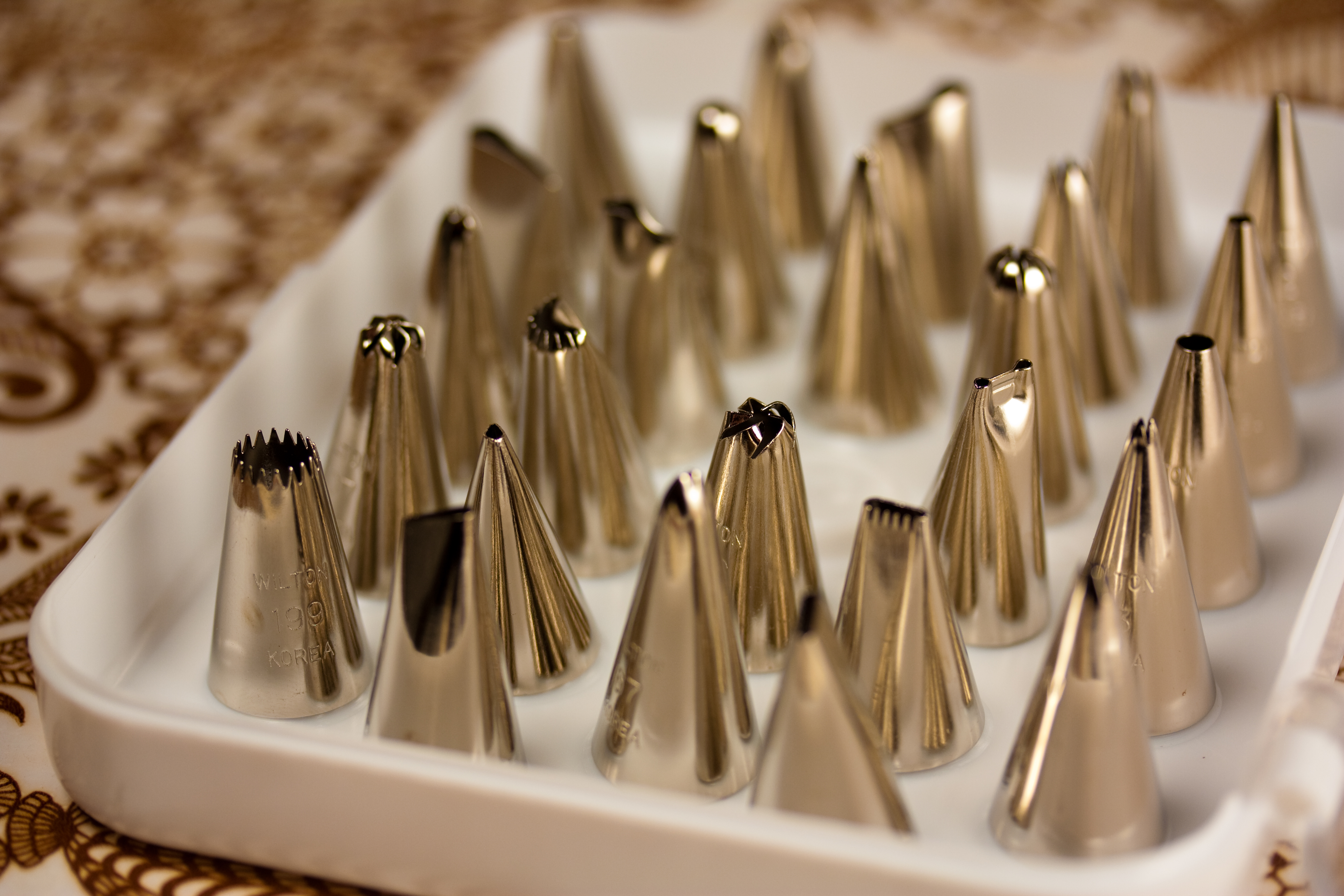
先端部の口金